# Rue de Colombes (Courbevoie)
Pour les articles homonymes, voir Rue de Colombes.
La rue de Colombes est l'une des plus anciennes voies de communication de Courbevoie.

## Situation et accès
Cette voie traverse Courbevoie du nord au sud. Elle emprunte la route départementale 106, qui parcourt La Garenne-Colombes et aboutit place du Général-Leclerc à Colombes.
Commençant place Hérold, elle croise la rue du Président-Kruger et le boulevard Aristide-Briand.
Sous un pont ferroviaire situé entre les gares de Bécon-les-Bruyères et de Courbevoie, elle franchit la ligne de Paris-Saint-Lazare à Versailles-Rive-Droite ouverte en 1839. De façon pittoresque, la chaussée se creuse très nettement sous l'ouvrage d'art pour permettre le passage des véhicules les plus élevés alors que les deux trottoirs parallèles restent à leur niveau.
Elle rencontre ensuite les rues Kilford à gauche et Joseph-Rivière (ancienne « rue du 20e siècle ») à droite puis croise l'avenue de la République.
Elle forme enfin le début de la rue Pierre-Brossolette, qui marque la limite de La Garenne, pour se terminer au rond-point de l'Europe.

## Origine du nom
Elle constitue le chemin le plus direct reliant le centre historique de Courbevoie à celui de Colombes, d'où son ancien nom de chemin de Courbevoie à Colombes.

## Historique
Elle fait primitivement partie de l'« avenue de Lutèce », qui se prolonge à La Garenne-Colombes par l'actuelle avenue du Général-de-Gaulle.
Au carrefour de la rue de Colombes et du boulevard de Verdun, jadis appelé « Embranchement de Colombes » ou, plus simplement, « Embranchement », un édicule d'octroi dont rien ne subsiste est construit entre 1890 et 1900 par la société courbevoisienne Duclos.
Établie en remblai avant le pont du chemin de fer, la « halte de Courbevoie-Sport » ouvre en 1936 pour assurer, depuis la gare Saint-Lazare, une desserte périodique du cynodrome de Courbevoie. Elle ferme en 1951. Les escaliers donnant accès aux quais, jadis clos d'une grille métallique et aujourd'hui murés, sont toujours visibles depuis le trottoir d'en face.

## Bâtiments remarquables et lieux de mémoire
- No 41 : édifice de style Louis XIII construit vers 1866 par un élève de Charles Garnier, alors occupé aux difficiles travaux de l'Opéra, pour le négociant Romain Renouard dit Larivière[3], qui y décède le 24 juin 1878[4]. L'homme d'affaires  possède l'un des premiers grands magasins parisiens, nommé « Au coin de rue » car situé à l’angle de la rue Montesquieu et de la rue des Bons-Enfants - Zola s'inspire de cet univers dans Au Bonheur des Dames. Il fait élever sur la côte normande une résidence presque identique aujourd'hui détruite, le château de Mathan. Au début du XXe siècle, le bâtiment courbevoisien abrite un pensionnat religieux où des jeunes filles en difficulté fabriquent des fleurs artificielles, baptisé en 1916 « château des Violettes » à l'instigation de la reine Nathalie de Serbie, qui préside le comité de patronage. La ville l'acquiert en 1975, le restaure et y installe la bibliothèque-discothèque municipale en 1987[5],[6].
- No 46 : lycée Paul-Lapie, construit en 1930, dont l'entrée est transférée 5 boulevard Aristide-Briand, à l'ancien « collège Alfred de Vigny ».
- No 49 : maison de retraite de l'« Union belge », ouverte en 1909 grâce à une donation du banquier et homme politique Ferdinand Bischoffsheim (inscription en façade - date en chiffres romains).
- No 50 : domicile du philanthrope Charles-Denis Ségoffin (1824-1890), inhumé au cimetière des Fauvelles, et asile où il fonde une soupe populaire appelée « Refuge contre la faim »[7]. À leur emplacement s'élève un vaste stade inauguré le 2 mai 1935, converti en cynodrome de 1936 à 1951.
- No 55-57 : square et jardin partagé du Château-du-Loir, nommés d'après l'avenue éponyme (ancienne « rue de la Station ») qui longe la voie ferrée.
- No 97 : emplacement d'une usine de la « Corderie centrale » des établissements Bardoux et Fils et Cie, au siège social situé 12 boulevard de Sébastopol à Paris.

## Galerie de photographies

Vues anciennes
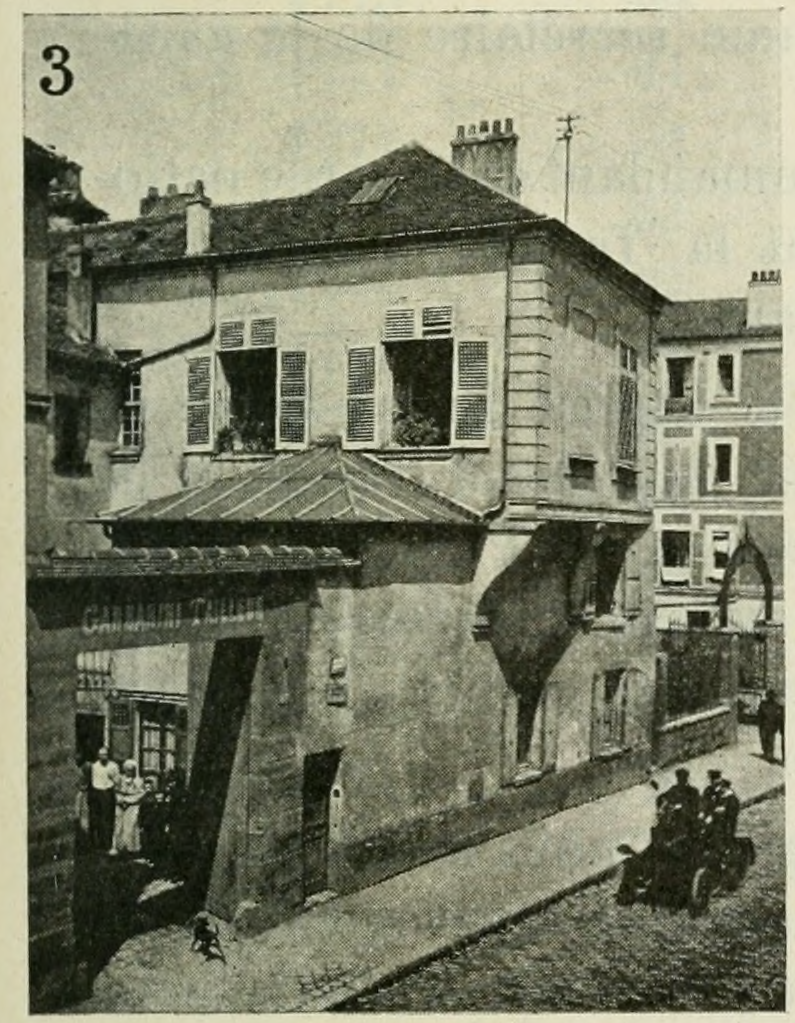
Ancienne maison au  no 23.
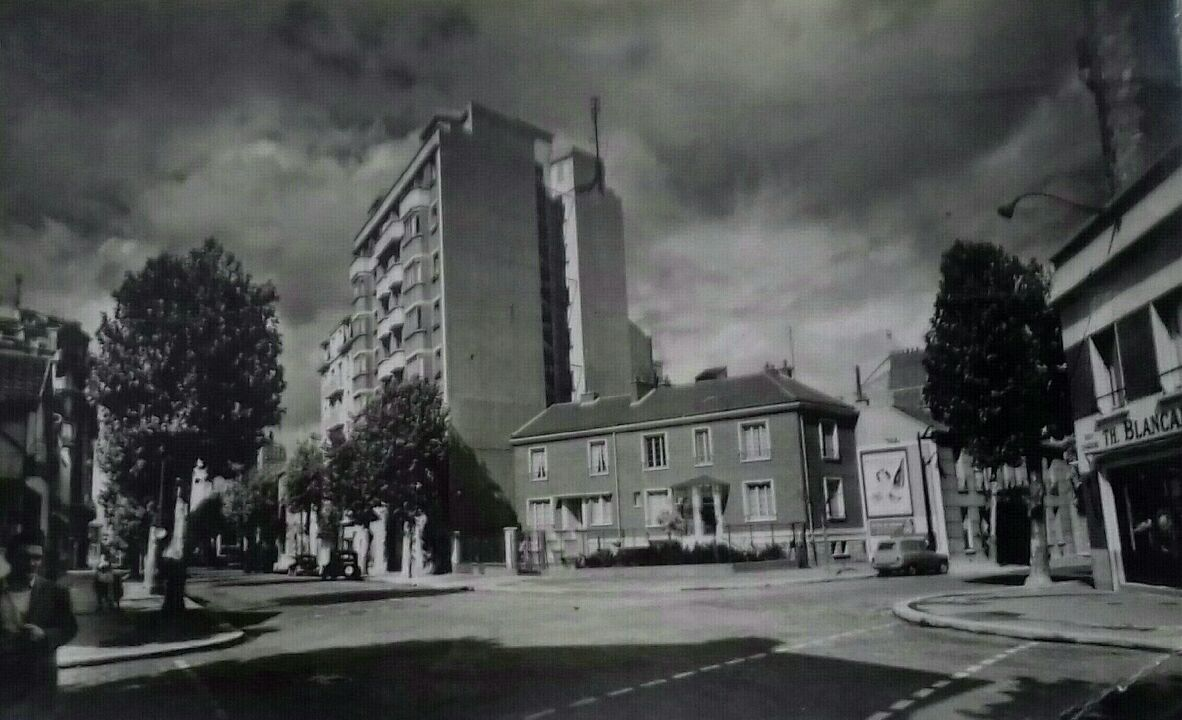
Carrefour de l'avenue de la République. Milieu des années 1950.
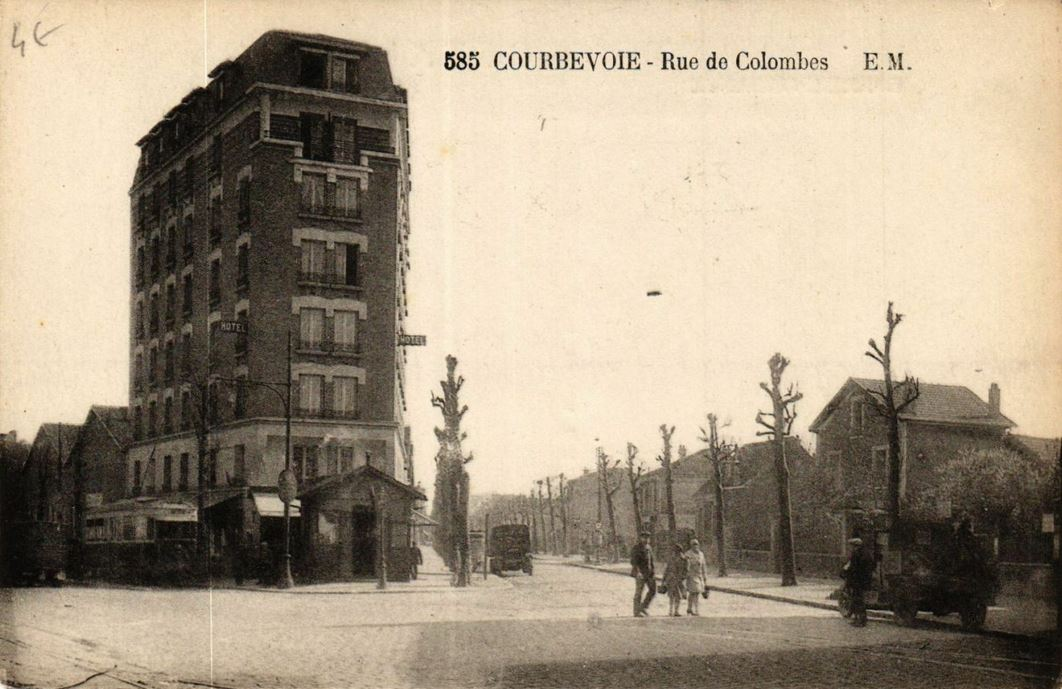
Vue depuis l'« Embranchement ». Début du XXe siècle.

Vues actuelles
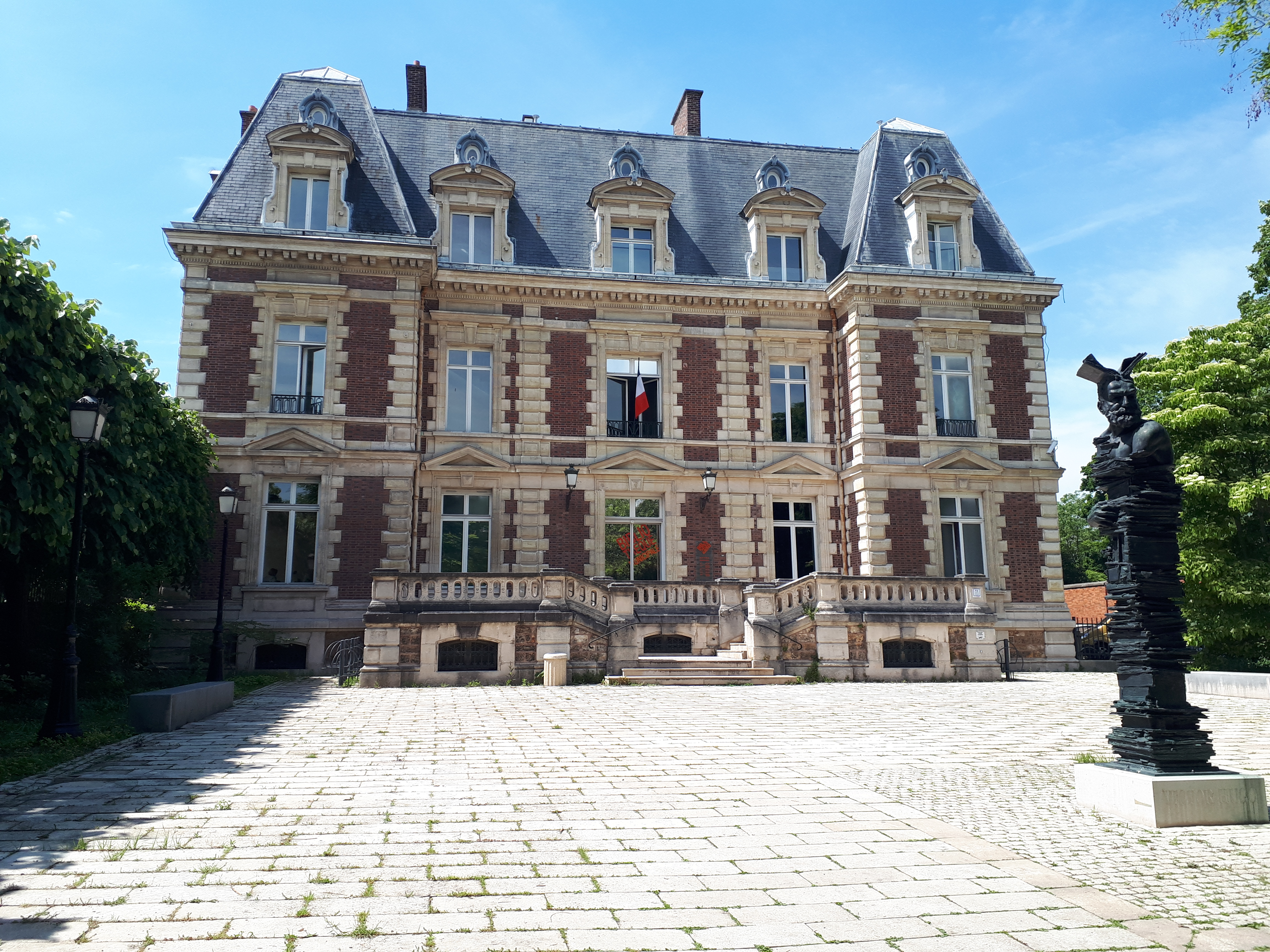
Bibliothèque municipale. Mai 2019.
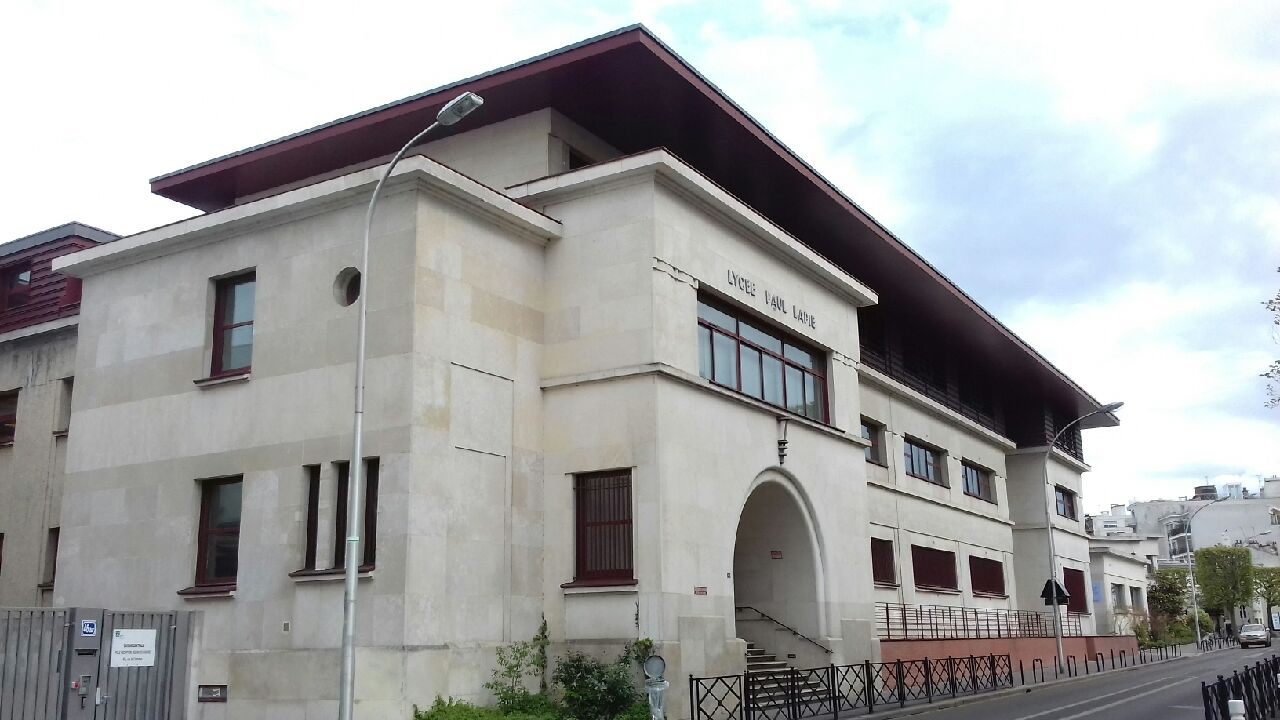
Lycée Paul-Lapie. Mai 2021.
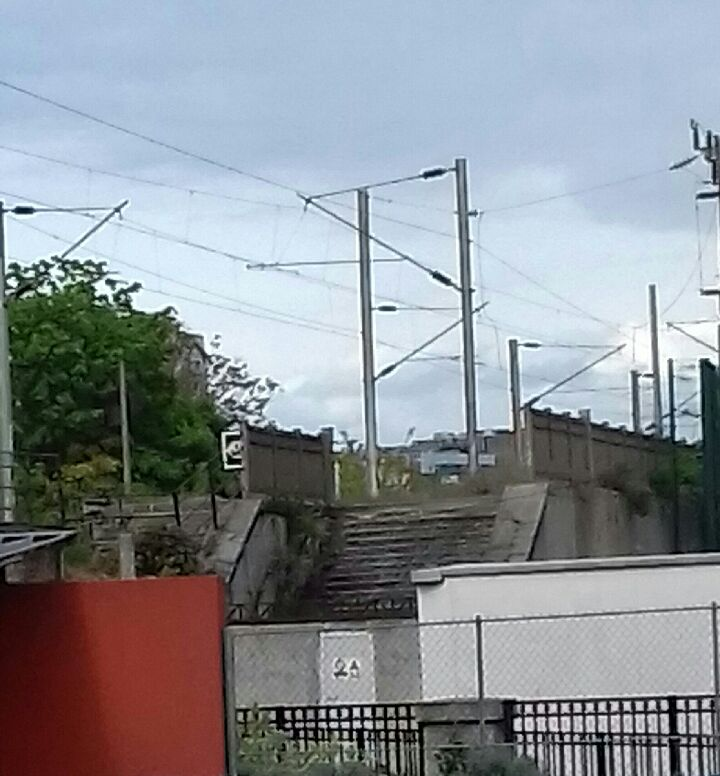
Courbevoie-Sport. Mai 2021.
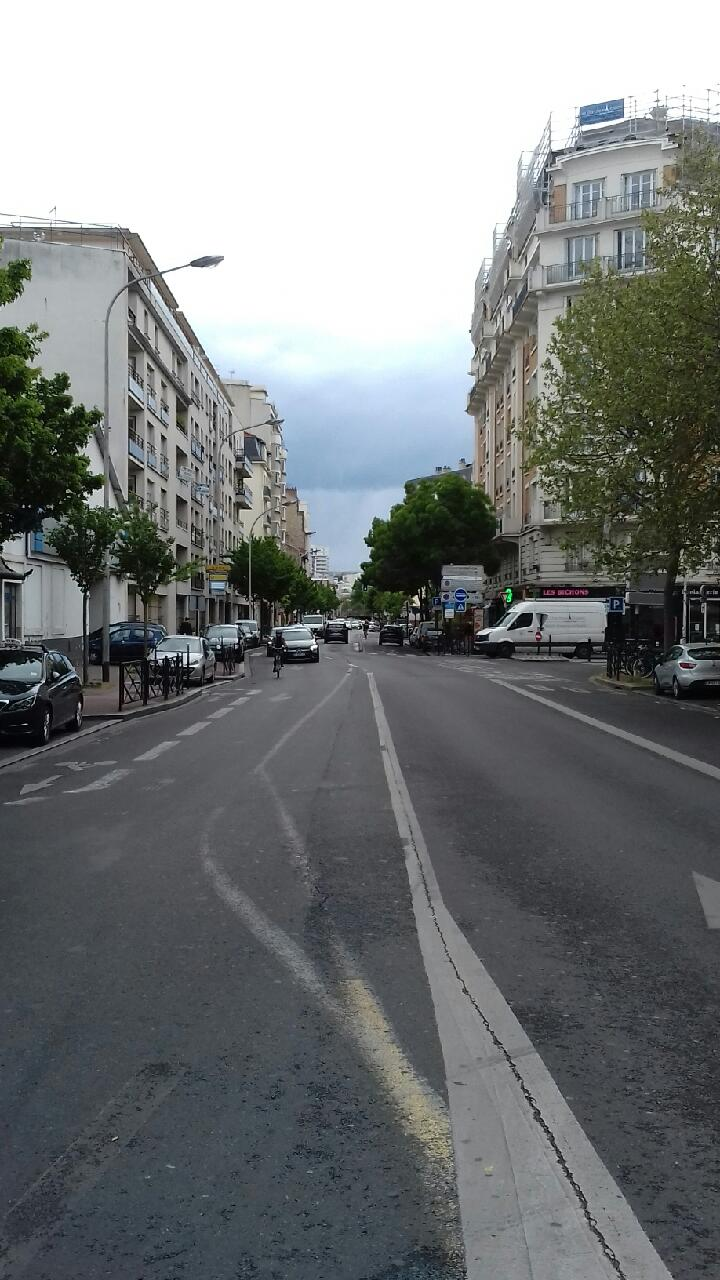
Fin de rue. Mai 2021.